# Alaska (Indiana)
Pour les articles homonymes, voir Alaska (homonymie).

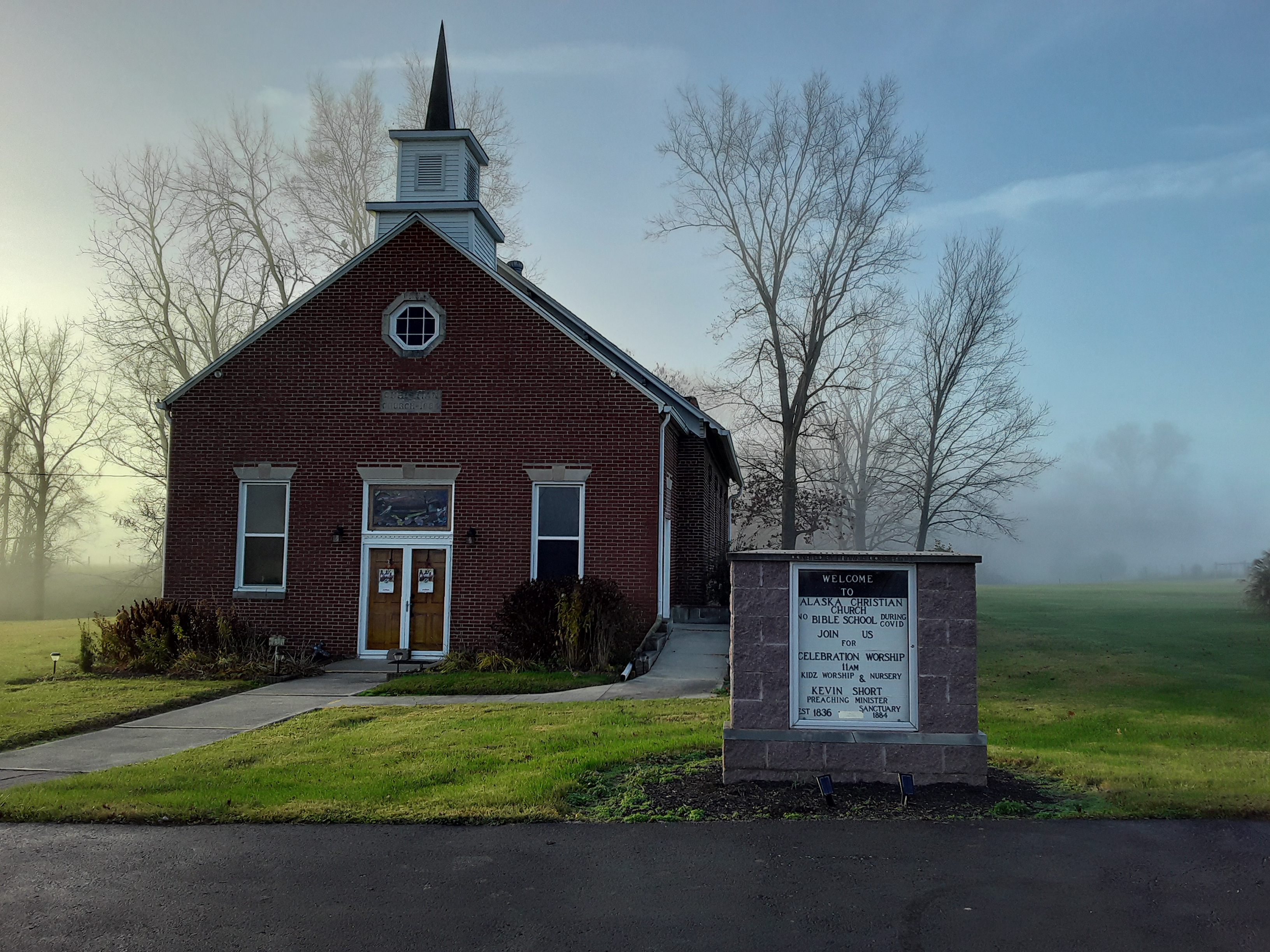

Alaska (également Sheasville) est une communauté non incorporée située dans les comtés de Morgan et Owen, dans l’État de l’Indiana, aux États-Unis.

## Histoire
Un bureau de poste a ouvert à Alaska en 1868, il a fermé en 1904. La localité a probablement été nommée en mémoire de l’achat du territoire de l'Alaska,.

### Source
- (en) Cet article est partiellement ou en totalité issu de l’article de Wikipédia en anglais intitulé « Alaska, Indiana » (voir la liste des auteurs).

1. ↑  « Morgan County », Jim Forte Postal History (consulté le 30 avril 2017).
2. ↑  Ronald L. Baker, From Needmore to Prosperity: Hoosier Place Names in Folklore and History, Indiana University Press, octobre 1995 (ISBN 978-0-253-32866-3, lire en ligne), p. 47 :« ...so it was in the news when the post office was named Alaska. »
3. ↑  « Towns named after states », Reading Eagle,‎ 2 juillet 1897, p. 3 (lire en ligne, consulté le 14 octobre 2015).